# Campo la Catorce
Campo la Catorce är en ort i Mexiko.   Den ligger i kommunen Culiacán och delstaten Sinaloa, i den västra delen av landet, 1 000 km nordväst om huvudstaden Mexico City. Campo la Catorce ligger 33 meter över havet och antalet invånare är 236.
Terrängen runt Campo la Catorce är platt. Runt Campo la Catorce är det ganska tätbefolkat, med 155 invånare per kvadratkilometer. Närmaste större samhälle är Villa de Costa Rica, 3,0 km väster om Campo la Catorce. Trakten runt Campo la Catorce består till största delen av jordbruksmark.